# مرسدس-بنز کلاس-اس‌ال‌کا (آر۱۷۰)
مرسدس-بنز کلاس-اس‌ال‌کا (آر۱۷۰) (انگلیسی: Mercedes-Benz SLK-Class (R170)) اولین نسل از مرسدس بنز اس‌ال‌کا که خودرو کوپه لوکس کامپکتی که سازنده آن شرکت آلمانی مرسدس بنز بود، بود که که از سال ۱۹۹۶ تا ۲۰۰۴ تولید می‌شد.
اس‌ال‌کا مخفف کلمات sportlich (ورزشی)، leicht (نور) و kurz (کامپکت) است. پلت‌فرم این خودرو با مرسدس-بنز کلاس-سی (دبلیو۲۰۲) یکسان است.
در سال ۲۰۰۵ این خودرو جایش را به مرسدس آر۱۷۱ اس‌ال‌کا داد.